# Il vascello dei fantasmi
Il vascello dei fantasmi (Shiver Me Timbers!) è un film del 1934 diretto da Dave Fleischer. È un cortometraggio d'animazione della serie Braccio di Ferro, uscito negli Stati Uniti il 27 luglio 1934.

## Trama
Braccio di Ferro, Olivia Oyl e Poldo Sbafini si imbattono in una nave abbandonata in riva al mare, il cui scafo reca un cartello animato con la scritta "Nave fantasma - attenzione!". Braccio di Ferro insiste perché indaghino, così salgono a bordo poco tramite una scala di corda apparsa dal nulla. La nave prende il largo da sola con il trio a bordo. Vengono tormentati da suoni spettrali e oggetti in movimento e, dopo essersi separati, Olivia insiste che lei e Poldo trovino Braccio di Ferro, ma volti spettrali e hamburger fantasma interrompono la ricerca. Più tardi, Olivia viene spinta in un barile di farina e scambiata per un fantasma dai due uomini, che si erano ritrovati, e viene picchiata prima che la farina si stacchi. A questo punto, la ciurma di pirati spettrali della nave li attacca apertamente. I tre vengono legati separatamente e tormentati in modi diversi, finché Braccio di Ferro non viene liberato e fatto cadere nella cabina, dove i fantasmi si divertono a colpirlo restando intoccabili. Tuttavia, il marinaio li conduce nella cella frigorifera, dove vengono lasciati a congelare. Braccio di Ferro viene quindi sopraffatto da vari scheletri non morti che gli lanciano persino palle di fuoco, mentre la tempesta infuria. Tremando, il marinaio tira fuori gli spinaci e li mangia, lanciandosi in un assalto energico che abbatte gli scheletri e persino la tempesta. Viene poi raggiunto al timone da Olivia e Poldo, che sta mangiando il pollo arrosto con cui veniva tormentato dai fantasmi.

## Distribuzione

### Edizione italiana
L'unico doppiaggio italiano conosciuto fu realizzato dalla C.R.C. per la trasmissione del corto sulle reti Rai a metà anni 1990. Non essendo stata registrata una colonna internazionale, fu sostituita la musica presente durante i dialoghi.

### Edizioni home video
Il corto fu pubblicato in DVD-Video in America del Nord il 31 luglio 2007 nel primo disco della raccolta Popeye the Sailor: Volume One.